# مطار هيما
مطار هيما (إيكاو: OOHA) هو مطار يخدم مدينة هيما في سلطنة عمان. تقع منارة الراديو هيما (المُعرف HAI) في المكان.

## روابط خارجية
- تاريخ الحوادث لـ (Haima Airport) على شبكة سلامة الطيران.